# Josef Rusek
Josef Rusek (18. července 1938 Petrovice u Karviné – 13. ledna 2022) byl český zoolog (obor půdní biologie) a ekolog. Téměř po celou dobu své vědecké činnosti pracoval v Akademii věd České republiky.
Po maturitě roku 1956 v Bohumíně odešel studovat biologii a chemii na přírodovědeckou fakultu Masarykovy univerzity v Brně, kde se specializoval na zoologii a pedagogiku. Při studiu navazoval na své vědomostí které získal zájmem o zoologii od svého útlého mládí. Na škole měl vynikající pedagogy, jako byli prof. RNDr. Sergej Hrabě, DrSc., a prof. Dr. Karel Absolon, kteří ho také nasměrovali na celoživotní studium drobných skrytočelistních živočichů. Vysokou školu, když během jejího studia již publikoval řadu vědeckých článků, úspěšně zakončil diplomovou práci v roce 1961.
V roce 1963 nastoupil do vědecké aspirantury v Entomologickém ústavu ČSAV v Praze, kterou ukončil ekologicko-taxonomickou studií. Později se při své vědecké činnosti navrátil ke studované problematice taxonomie skrytočelistních a vzájemných vztahům organismů a prostředí, od roku 1969 se začal naplno věnovat půdní mikromorfologii v souvislosti s půdotvornou činnosti mesofauny. Kupředu jej v tom posunul i stipendijní post doktorandský pobyt v Kanadě v létech 1974/75. Stal se známým odborníkem i v zahraničí a začal být zván na odborná sympozia týkající se této problematiky.
Po zřízení Laboratoře půdní biologie Ústavu krajinné ekologie ČSAV v Českých Budějovicích tam Josef Rusek v roce 1979 přišel jako její vedoucí. Roku 1986 povýšil Laboratoř na Ústav půdní biologie ČSAV a stal se jeho ředitelem. Jeho zásluhou se Ústav v brzké době stal mezinárodně uznávaným centrem půdně-biologického výzkumu. Roku 1989 obhájil disertační práci v oboru zoologie a v roce 2001 získal profesuru z oboru ekologie. V pozici vysokoškolského pedagoga působil na univerzitách v Brně, Olomouci a ve Vídni a jako hostující profesor přednášel na mnoha dalších univerzitách v Evropě a Severní Americe. Na konci kariéry vyučoval na Jihočeské univerzitě v Českých Budějovicích.
Jeho hlavním oborem bylo studium drobných půdních živočichů třídy skrytočelistních (chvostoskoci, vidličnatky, hmyzenky). Zabýval se jejich vlivem na kvalitu zemědělské půdy a možnosti predikovat z jejich výskytu ekologické zatížení dané oblasti. Popsal více než 160 nových druhů, 32 rodů a jednu čeleď této mesofauny, jeho standardní autorská zkratka je „Rusek“. Jako uznání od jiných biologů jsou po něm pojmenovány dva nové rody Rusekella a Rusekianna.
Byl účasten na práci řady vědeckých společností, mj. byl dlouholetým členem redakční rady časopisu Živa a zakladatelem Půdně zoologické sekce České zoologické společnosti. Publikoval na 190 vědeckých a odborných prací včetně 8 knih a více než 70 populárně vědeckých článků.